# Gilletianus reichei
Gilletianus reichei är en skalbaggsart som beskrevs av Edgar von Harold 1859. Gilletianus reichei ingår i släktet Gilletianus och familjen Aphodiidae. Inga underarter finns listade i Catalogue of Life.